# 佐洛塔巴爾卡
佐洛塔巴爾卡（烏克蘭語：Золота Балка）是烏克蘭南部赫爾松州別里斯拉夫區新亚历山德里夫卡市镇内的村落。始建於1780年，面積285.6平方公里，海拔高度86米，2001年人口1,681，人口密度每平方公里5.9人。
2022年俄羅斯入侵烏克蘭期間，當地被俄罗斯军队占领。2022年10月3日，當地被烏克蘭軍隊收復。